# Poging (strafrecht)
De strafbare poging in het Nederlandse strafrecht is gecodificeerd in art. 45 Wetboek van Strafrecht en art. 47 Wetboek van Strafrecht BES:

1. Poging tot misdrijf is strafbaar, wanneer het voornemen van de dader zich door een begin van uitvoering heeft geopenbaard.

2. Het maximum van de hoofdstraffen op het misdrijf gesteld wordt bij poging met een derde verminderd.

3. Geldt het een misdrijf waarop levenslange gevangenisstraf is gesteld, dan wordt gevangenisstraf opgelegd van ten hoogste twintig jaren.*

4. De bijkomende straffen zijn voor poging dezelfde als voor het voltooide misdrijf.

*: In Wetboek van Strafrecht BES: "ten hoogste vier en twintig jaren"
Een poging tot een bepaald misdrijf is in Nederland strafbaar gesteld. Het delict hoeft dus niet gevolgd te zijn.
Er wordt onderscheid gemaakt tussen een deugdelijke en ondeugdelijke poging. Een ondeugdelijke poging wordt verder onderverdeeld in een absoluut ondeugdelijke en een relatief ondeugdelijke poging.
Een absoluut ondeugdelijke poging is een poging waarin het gevolg in alle gevallen niet zal intreden. Het schieten op een lijk is een voorbeeld van een absoluut ondeugdelijke poging tot doodslag (art. 287 Sr, art. 300 Sr BES) of moord (art. 289 Sr, art. 302 Sr BES).
Een relatief ondeugdelijke poging is een poging waarin het gevolg normaliter wel intreedt alleen in een concreet geval niet . Een poging tot diefstal (art. 310 Sr, art. 323 Sr BES) van de inhoud van een kluis, waar men denkt veel geld te kunnen stelen, maar in een concreet geval geen geld in de kluis aanwezig blijkt te zijn is een voorbeeld van een relatief ondeugdelijke poging.
In beginsel is een absoluut ondeugdelijke poging niet strafbaar. Een relatief ondeugdelijke poging is wel strafbaar.
De dader moet ook een voornemen hebben om een bepaald misdrijf te plegen. Het voornemen van de dader kan men ook zien als opzet. Alle opzetvormen kunnen hier gebruikt worden, voorwaardelijk opzet, opzet met noodzakelijkheidbewustzijn, en opzet als bedoeling. Dit is alleen anders indien het beoogde misdrijf zelf een zwaardere opzetvorm vereist door bijvoorbeeld gebruik te maken van de term 'oogmerk' in plaats van 'opzettelijk' of 'wetende dat'. Dan is voorwaardelijk opzet in het algemeen onvoldoende.
Bovendien moet er een begin van uitvoering zijn. In het Cito-arrest introduceert de Hoge Raad het criterium van de uiterlijke verschijningsvorm: Een gedraging is als een begin van uitvoering van een voorgenomen misdrijf aan te merken "als zij naar haar uiterlijke verschijningsvorm moet worden beschouwd als te zijn gericht op de voltooiing van het misdrijf".
In het Grenswisselkantoor-arrest werd het begin van uitvoering (van een bankroof) niet aanwezig geacht. De maatschappelijke verontwaardiging hierover heeft ertoe geleid dat de wetgever de strafbare voorbereiding van art. 46 Sr in het leven heeft geroepen.
Een dader die een poging tot een bepaald misdrijf doet en vrijwillig terugtreedt, is niet strafbaar (art. 46b Sr, art. 48b Sr BES).
Het moet echter gaan om een spontane vrijwillige terugtreding. Bang dat men gepakt gaat worden als men de sirene van de politie hoort is geen vrijwillige terugtreding en dan is de dader dus in beginsel strafbaar.
Poging tot een overtreding is niet strafbaar. In het Wetboek van Strafrecht wordt dit sinds 1994 niet meer expliciet genoemd. In het Wetboek van Strafrecht BES wel (art. 48).